# Goleta Colo Colo (1830)
La goleta Colo Colo fue un buque de la Armada de Chile que sirvió durante once años (1830-1841). 
Al final de la guerra civil chilena de 1829–1830, el gobierno decidió comprar el bergantín-goleta Flora para enfrentar un nuevo ataque de insurgentes, y fue rebautizada como "Colo Colo".
Llevó a Claudio Gay a las islas Juan Fernández, y realizó sondeos hidrográficos por las costas de Chile.

## Guerra de la Confederación
En agosto de 1836, el prócer y expresidente chileno Ramón Freire,  zarpó rumbo a Chiloé para promover una revolución en Chile contra el gobierno autoritario, pero fue traicionado y capturado. El gobierno chileno envió al Colo Colo y al bergantín Aquiles, al mando de Pedro Angulo, con destino a El Callao para tomar represalias en el intento peruano de intervenir en los asuntos chilenos. El Colo Colo permaneció en Arica, y el Aquiles continuó hasta Callao capturando a la goleta Peruviana, el bergantín Arequipeño y la barca Santa Cruz. Fue tan fácil y silenciosa que las autoridades locales no se dieron cuenta hasta la mañana siguiente de que el Aquiles se embarcó llevando consigo a los marinos de la Confederación.

## Viaje a la Isla de Pascua y Australia en 1837
El 8 de marzo de 1837, bajo el mando del Teniente de Marina Leoncio Señoret, el Colo Colo zarpó de Valparaíso con destino a las islas Juan Fernández, donde llevó a bordo a los líderes encarcelados de la oposición para exiliarlos en Australia. Debido a esto, el Colo Colo programó una visita a Isla de Pascua, que quedaba en ruta, siendo así el primer buque chileno que pudo visitar la isla, mas no existe registro del efectivo de la visita.
Ramón Freire, quien cumplía destierro en Juan Fernández, fue uno de los trasladados en este viaje hasta Australia a continuar su pena.